# Sanctuaire Notre-Dame-de-la-Délivrande de Popenguine
Le sanctuaire Notre-Dame-de-la-Délivrande est un ensemble de bâtiments religieux de l’Église catholique situé dans le village de Popenguine à Popenguine-Ndayane au Sénégal. Il est centré sur la basilique Notre-Dame-de-la-Délivrande, une église qui abrite une Vierge Noire, lieu d’un important pèlerinage. La Conférence des évêques du Sénégal, de la Mauritanie, du Cap-Vert et de Guinée-Bissau reconnaît l’ensemble comme sanctuaire national depuis son inauguration le 9 décembre 2023.

## Historique
La basilique Notre-Dame-de-la-Délivrande date de la fin du XIXe siècle, et est dès cette période un important lieu de dévotion mariale et de pèlerinage. Jean-Paul II lui donne le statut de basilique mineure le 23 novembre 1991, à l’occasion de sa visite au Sénégal le 20 février suivant.
La construction du sanctuaire est financée par le gouvernement du Sénégal, dans le cadre d’un programme spécial de modernisation des cités religieuses ; elle a coûté plus de trois milliards de francs CFA.
Une nouvelle reproduction de la grotte de Lourdes, plus grande que la précédente, est proposée par l’association Légion de Marie, construite à partir du 6 février 2023, et bénie le 8 décembre de l’année par l’archevêque de Dakar, Benjamin Ndiaye. Sa réalisation a coûté cent millions de francs CFA.
L’inauguration a lieu le 9 décembre 2023, présidée par le secrétaire d’État du Vatican, le cardinal Pietro Parolin, en présence du ministre de l’Intérieur sénégalais, Sidiki Kaba, des évêques de la conférence épiscopale référente, dont l’archevêque de Dakar, Benjamin Ndiaye, et de dignitaires musulmans.

## Description
Le sanctuaire couvre une superficie de 20 800 m2. Il comprend, outre la basilique Notre-Dame-de-la-Délivrande, une reproduction de la grotte de Lourdes, qui comprend 500 places assises.